# Imrich Gablech
Imrich Gablech (* 4. November 1915 in Hrachovište; † 16. Dezember 2016 in Havlíčkův Brod) war ein tschechoslowakischer Soldat, Brigadegeneral in der tschechoslowakischen Armee, Gefangener in einem Arbeitslager in der Sowjetunion, Angehöriger der tschechoslowakischen Exilarmee in London (Dienst in der Royal Air Force  – RAF) und damit auch eine Persönlichkeit des tschechoslowakischen Widerstandes 1939–1945 gegen den Nationalsozialismus.

## Leben
Der in der Slowakei geborene Gablech besuchte allgemeine Schulen in Hrachovište und Nové Mesto nad Váhom. Nach dem Besuch einer Militärschule in Prostějov und Cheb wurde er im Oktober 1937 als Pilot der Luftwaffe in Piešťany und Žilina stationiert. Nach dem Zerfall der Tschechoslowakei und der Ausrufung des Slowakischen Staates wurde er Angehöriger der slowakischen Armee. Weil er mit der Gründung des von Hitlers Gnade abhängigen Staates nicht einverstanden war (er hatte schon zuvor Konflikte mit der Hlinka-Garde), floh er am 7. Juni 1939 mit sieben weiteren Offizieren nach Polen. Dort erhielten sie Asyl und traten in die polnische Luftwaffe ein. In der Zwischenzeit wurden sie in der Slowakei zu lebenslanger Haft verurteilt. Nach Polens Besetzung versuchte Imrich Gablech mit vielen anderen Soldaten nach Rumänien zu fliehen, wurde jedoch durch die Rote Armee am 18. September 1939 verhaftet.
Gablech wurde wegen angeblicher Spionage zu fünf Jahren Zwangsarbeit im Arbeitslager verurteilt. Zuerst verbrachte er einige Zeit in Manganerzbergwerk in Marhanez. Im Mai 1940 wurde er in die Autonome Sozialistische Sowjetrepublik der Komi (ASSR Komi) in das Lager Petschora-ITL (auch PetschorLag) verlegt, wo er im Lager Nr. 19 mit etwa 700 weiteren Häftlingen beim Bau der Petschora-Workuta-Eisenbahn eingesetzt wurde. Seine Haftstrafe wurde nach einem Aufstand im Lager 1941 um weitere zehn Jahre verlängert. Gablech nahm während seiner Haftzeit etwa 40 Kilogramm ab und infolge der Unterernährung erblindete er vorübergehend.
Nach dem Überfall auf die Sowjetunion wurde er im September 1941 entlassen und konnte per Schiff nach Großbritannien auswandern, wo er am 13. Oktober ankam. Imrich Gablech meldete sich umgehend bei der RAF, in der sich tschechoslowakische Luftwaffenverbände formierten. Infolge der gesundheitlichen Schäden, die er in sowjetischen Arbeitslagern erlitten hatte, wurde er jedoch nach kurzer Zeit vom aktiven Dienst suspendiert und diente am Boden als Flughafenkontrolleur (Airfield Controller). Seinen Dienst in der RAF beendete er im Rang eines Flying Officers (Oberleutnant).
Im August 1945 kehrte Gablech zurück in die Tschechoslowakei. Er diente in der Luftwaffe und wurde bis zum Stabskapitän befördert. 1949 wurde er, wie die meisten Soldaten, die im Westen gedient hatten, aus der Armee entlassen. Er wurde zwar verhört, jedoch nicht verhaftet, und arbeitete fortan in verschiedenen untergeordneten Berufen, ab 1970 befand er sich in Pension. In der Folgezeit wurde er – teils während der Rehabilitierungen der späten 1960er Jahre – weiter befördert, nach 1989 dann ebenfalls in den Rang eines Obersts, zu seinem 100. Geburtstag erhielt er dann den Rang eines Brigadegenerals.
Imrich Gablech starb am 16. Dezember 2016 im Alter von 101 Jahren als der älteste Kriegsveteran und einer der letzten Piloten der RAF, die an den Kämpfen des Zweiten Weltkriegs teilgenommen hatten.

## Auszeichnungen
- Orden des Weißen Löwen
- Tschechoslowakisches Kriegskreuz 1939
- War Medal 1939–1945 (Großbritannien)
- Verdienstkreuz des Verteidigungsministers der Tschechischen Republik II. Klasse

und andere